# A-Formation

Die A-Formation

Die A-Formation ist eine Formation der Offense im American Football. Sie zeichnet sich durch eine unsymmetrische Offensive Line aus und wurde von den New York Giants unter Steve Owen genutzt, der sie auch erfand.

## Aufstellung
Die Aufstellung der A-Formation besteht aus zwei Offensive Linemen links vom Center und vier rechts von ihm. Der Wingback wird hinter dem linken End platziert. Der Blocking Back befindet sich auf der Weakside hinter dem linken Tackle. Der Fullback wird vier Yards hinter dem Center aufgestellt. Der Quarterback wurde ein Yard weiter vorne aufgestellt und nach rechts versetzt.

## Name
Der Name entstand, da Owens beabsichtigte mehrere Formationen mit unsymmetrischer Offensive Line zu erfinden und diese alphabetisch benennen wollte, also A-Formation, B-Formation, C-Formation usw. Letztlich setzte sich jedoch nur die A-Formation durch.

## Erfolge
Owens gewann mit dieser Formation 1938, 1939, 1941, 1944 und 1946 mit dieser Formation ihre Division und 1938 zudem die NFL-Meisterschaft. Nach 1948 wurde die A-Formation von Owens fallen gelassen und durch die T-Formation ersetzt.